# 吉爾吉斯斯坦的烏茲別克人
烏茲別克人，是吉爾吉斯斯坦的世居民族，也是人口第二大的民族，佔總人15%(999,300人)。
他們主要生活在南部的費爾干納谷地一帶的地區，長期主導吉爾吉斯的經濟和文化。他們信仰遜尼派伊斯蘭教。
但在蘇聯末年因與吉爾吉斯族長期矛盾爆發奧什騷亂。